# Земченок, Сергей Леонидович
Серге́й Леони́дович Земчено́к (6 марта 1976, Березники — 15 января 2001, Магнитогорск) — российский хоккеист, вратарь. Мастер спорта России международного класса.

## Карьера
Воспитанник хоккейной школы клуба «Титан» (Березники), тренер С. П. Витьман.
Из Березников переехал в Магнитогорск, где учился в спортивном интернате. В профессиональном хоккее дебютировал в команде «Южный Урал» из Орска. Выступал за юниорскую сборную России (28 матчей), в составе которой стал серебряным призёром чемпионата Европы. С сезона 1993/94 являлся игроком магнитогорского «Металлурга». За основную команду «Металлурга» провёл 51 игру в период с 1994 по 2000 годы, чаще оставаясь в запасе. Также выступал за фарм-клуб «Металлурга».
15 января 2001 года был убит в подъезде собственного дома в Магнитогорске выстрелом в затылок. Двое убийц, застреливших Земченка с целью ограбления, были приговорены к 20 и 10 годам лишения свободы.
Похоронен на Правобережном кладбище.

## Достижения
- Чемпион хоккейной Евролиги (1999, 2000).
- Обладатель Суперкубка Европы (2000).
- Чемпион России (1999).
- Серебряный призёр чемпионата России (1998).
- Бронзовый призёр чемпионата России (2000).
- Обладатель Кубка России (1998).
- Серебряный призёр чемпионата Европы среди юниоров (1994).